# Corrales de Duero
Corrales de Duero es un municipio de la provincia de Valladolid, en la comunidad autónoma de Castilla y León, España. El pueblo se encuentra al este, lindando con la provincia de Burgos, a 67 km de Valladolid capital y a unos 12 km de Peñafiel y 15 de Roa, los centros comarcales de servicios. Los pueblos más cercanos por carretera son San Llorente (2,5 km) y Valdearcos de la Vega (3,5 km). Valcabado de Roa, ya burgalés, dista 6 km por camino. Madrid está a menos de 200 km de distancia. Pertenece a la comarca de Campo de Peñafiel.

## Geografía
La localidad se sitúa en pleno Valle del Cuco, estrecho y de abundante vegetación y fauna, entre el páramo que registra algunas de las mayores altitudes de la provincia. En sus alrededores se puede disfrutar de agradables vistas y paseos por sendas entre encinas y robles (quejigo), beber de sus numerosas fuentes, y saborear frutos y productos silvestres estacionales, entre sonidos de pájaros y aromas de espliego y otras plantas aromáticas. Se observa un paisaje marcado en parte por los huertos de frutales y otros, y por el cultivo de viñedo tradicional (hoy día muy minorado) en bancales, conocidos en Corrales como "navesanas". Su máximo esplendor se da en la primavera y en el otoño, aunque el microclima local del valle favorece unos veranos más frescos y unos inviernos más suaves.

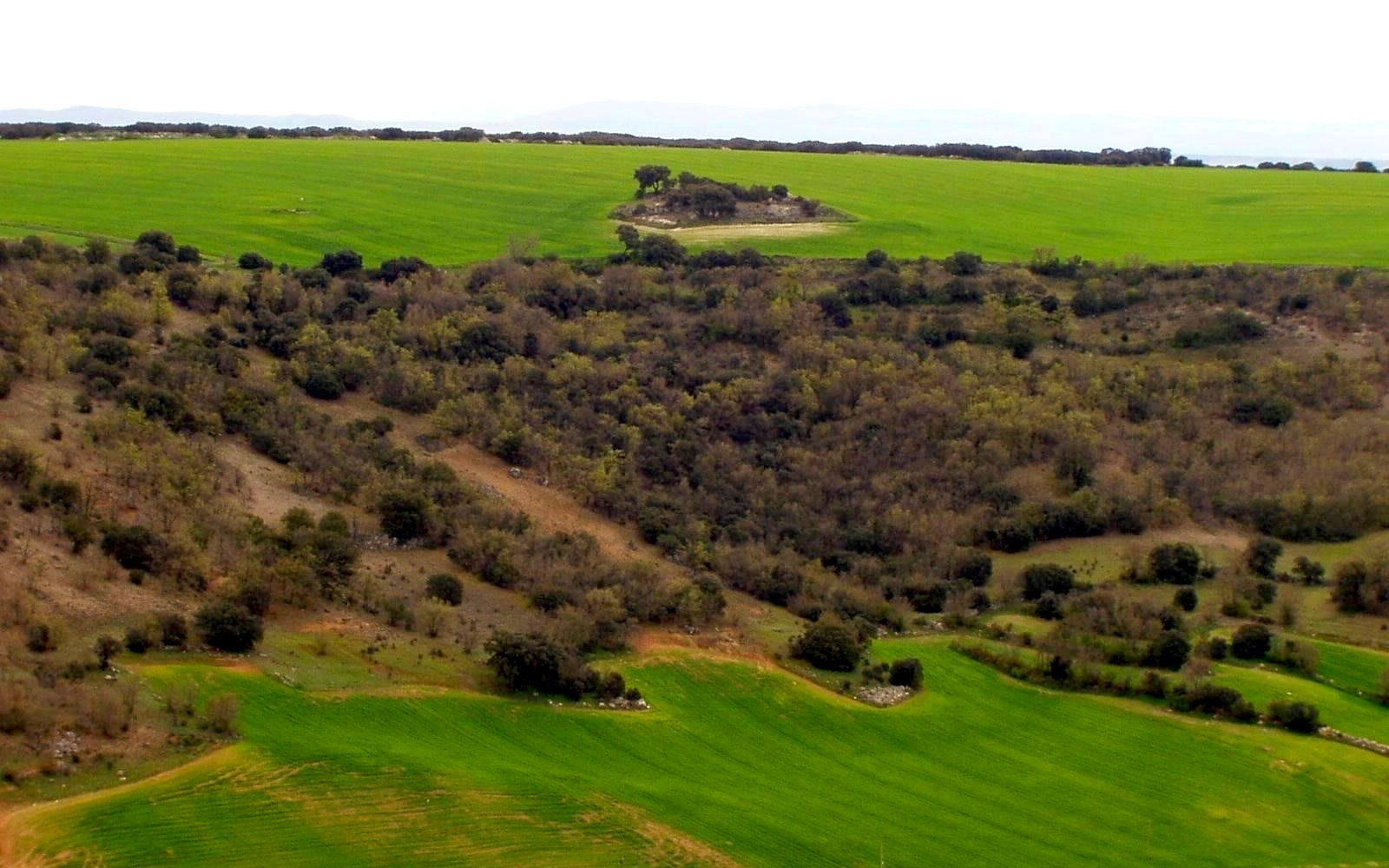
El monte y Los Prados. Vista desde el Monte de San Llorente. 13/04/2003.

Cuenta con equipamiento deportivo (frontón y pista polideportiva), merenderos y parque infantil ubicados en la agradable zona recreativa de El Prado, que también incluye los tradicionales lavaderos. Y por el término municipal transitan rutas de senderismo señalizadas, como el sendero circular de pequeño recorrido "Ruta de las Fuentes", de 13 km (identificada con la “F” en las señales, antes PRCVA-9), que parte de la localidad: caminando hasta Valdemoral, su fuente y su chozo de pastor (mapa disponible en ruta), nos desviamos a la izquierda hacia el despoblado medieval y fuente de Iglesia Rubia; desde allí se recomienda salirse de la ruta para llegar hasta San Llorente por el valle a través de un camino de origen medieval arbolado que transcurre junto al arroyo del Cuco, y desde San Llorente de nuevo en ruta hasta la fuente de Honsequilla, atravesando el páramo para descender de vuelta a Corrales. A unos 13 km se encuentra el pantano de Encinas de Esgueva, uno de los tres cotos de pesca de la provincia.

## Historia
Desde los orígenes a la Alta Edad Media
Se han encontrado restos del Neolítico en término de La Torre de Peñafiel y de la Edad del Bronce en la próxima zona de cuevas de Las Pinzas (Altas Pinzas de Castilla), en el término de Curiel. Una tradición oral cuenta que la localidad fue fundada por pastores provenientes de Curiel, y muestra de ello podrían ser los numerosos ejemplos de corrales y de chozos de pastor (destacan los chozos de Valdemoral y de San Bartolomé) y los buenos pastos por los que campa el cordero lechal, delicioso lechazo asado al modo tradidional. Otra tradición oral afirma que en el dintel de la portada del Castillo de Curiel de Duero figuraba una inscripción grabada en piedra que decía “Hic curules me fecere” (los curules me hicieron), que podría haber estado relacionada con los nombres de Curiel y tal vez de Corrales, siendo los curules unos generales romanos y siendo el castillo de Curiel (castillo de arriba) un antiguo castellum romano y el castillo más antiguo de la provincia de Valladolid. Ya en tiempos vacceos (celtas) y romanos se poblaron estas fértiles tierras, de tráfico permanente entre las cercanas Pintia (Padilla de Duero - Pesquera de Duero) y Rauda (Roa), que posteriormente continuaron habitadas por eremitas y monjes durante la Alta Edad Media y durante la ocupación árabe, como pudo ocurrir en la cueva de San Pedro, próxima a la fuente del mismo nombre. 

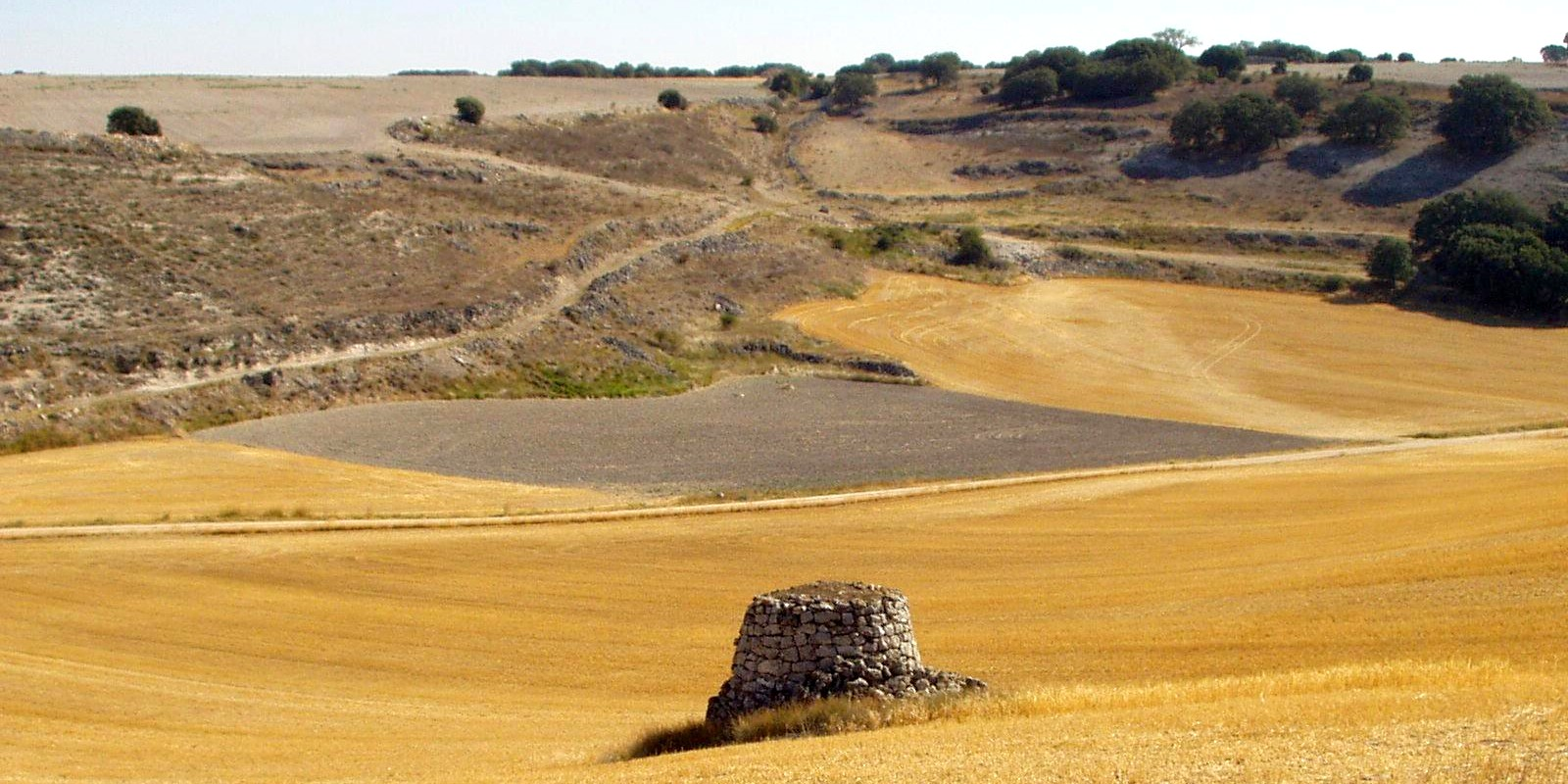
Chozo y entorno de San Bartolomé. 28/08/2005.

Desde el proceso de Reconquista al Reformismo borbónico
Fue Ansur Fernández quien repobló nuevamente esta zona del entorno de Peñafiel y de la Ribera del Duero en el siglo X, durante el proceso de Reconquista en la denominada Extremadura castellana, y la incorporó al Reino de León a través de su Condado de Monzón y posteriormente al Condado de Castilla, por encargo del rey Ramiro II. Poco después, siglo XII, los pueblos del entorno del Valle del Cuco pasaron a conformar la Comunidad de villa y tierra de Curiel, dependiente del actual Curiel de Duero y perteneciente al ya Reino de Castilla, en época de Alfonso VI. Más adelante y por cesión real de Juan I de Castilla la Comunidad de villa y tierra pasó a convertirse en señorío particular (año de 1386), pasando por manos de los Estúñiga y de, entre otros, Diego López de Zúñiga, Justicia mayor del rey, y del VI duque de Béjar, al que Cervantes dedicó El Quijote. Fueron años duros los de las gripes y pestes (siglos (XIV) y XVI) que asolaron Europa y se dice que motivaron el despoblamiento masivo de Iglesia Rubia, cuya población superviviente se trasladaría a las localidades cercanas y fundamentalmente a San Llorente. Ya en el inicio del siglo XVIII la llegada de los Borbones a la Corona española y su actuación en la  Guerra de Sucesión recibieron el apoyo del duque de Béjar y de Curiel y su tierra.
Nuevo régimen y Edad Contemporánea

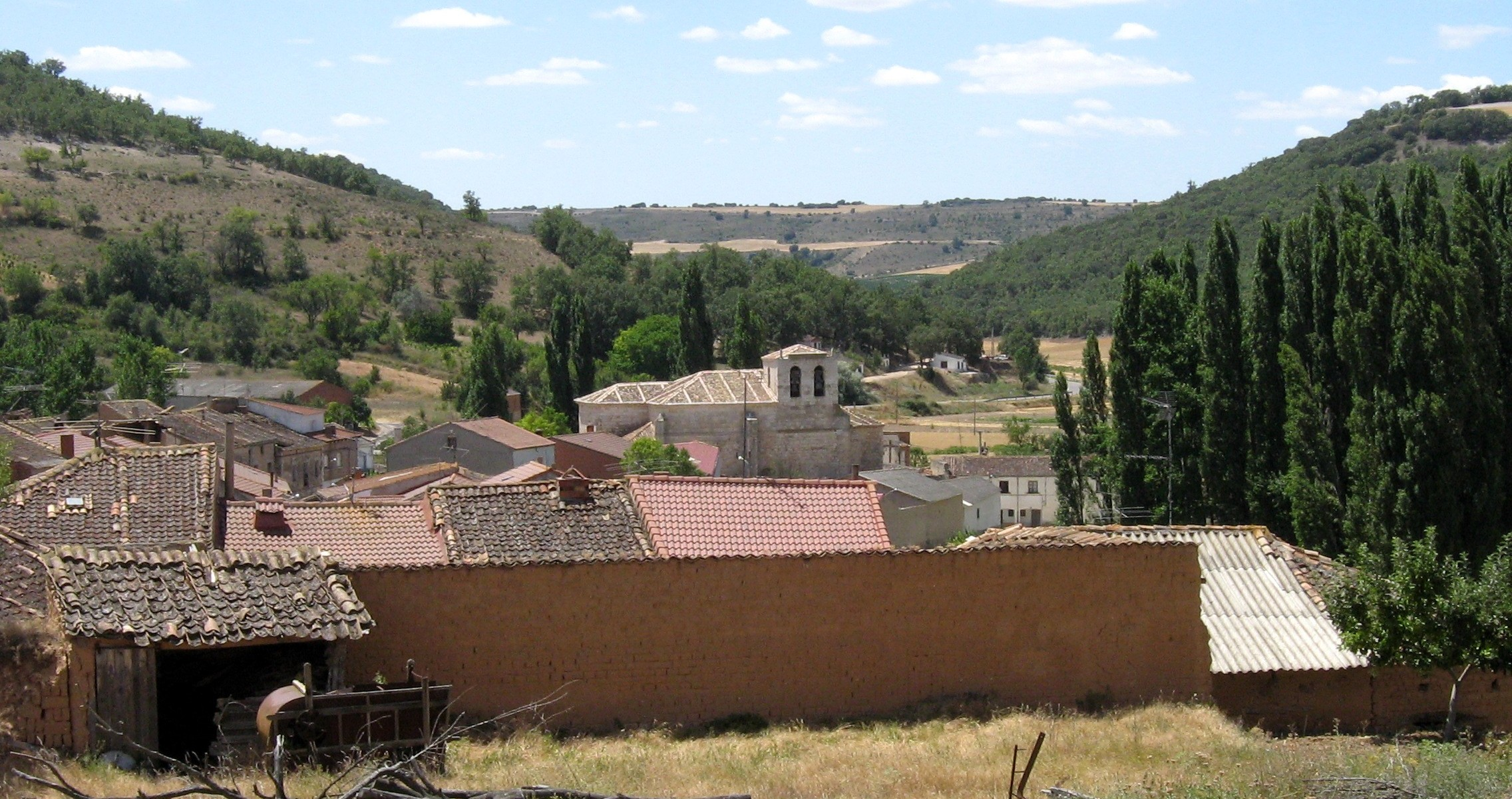
La iglesia y el pueblo desde la ladera del pico de San Antonio. 17/07/2009.

Un siglo más tarde (siglo XIX) la ocupación francesa de la zona y la Guerra de la Independencia se dejaron sentir en Corrales y en esta zona guerrillera, enterrándose a algunos fallecidos en el conflicto en el entorno de la ermita de San Antonio. Poco después, con la propia evolución de la administración municipal y la división provincial de Javier de Burgos de 1833, el municipio de Corrales quedó definitivamente integrado en la provincia de Valladolid. La Guerra Civil (siglo XX) se padeció en esta zona por el reclutamiento de jóvenes para el bando nacional y por la presencia de tropas italianas rebotadas del frente de Madrid, y la posguerra se sobrevivió entre las cartillas de racionamiento y el estraperlo. Finalmente en los años 50 los acuerdos con Estados Unidos trajeron la inversión a España y a Corrales, desarrollándose buena parte de las infraestructuras siendo alcalde Félix del Campo y alcanzándose en aquellos años los máximos de población.

## Geografía humana

### Demografía
Cuenta con una población de 105 habitantes (INE 2024).
| Gráfica de evolución demográfica de Corrales de Duero entre 1842 y 2021 |
| |
| Población de derecho según los censos de población del INE Población de hecho según los censos de población del INEEn estos censos se denominaba Corrales: 1842, 1857 y 1860 |

### Economía
El pueblo vive mayoritariamente de la agricultura y la ganadería (ovino no estabulado, vacuno y porcino), aunque también dispone de servicios como taller mecánico y de carpintería metálica, carpintería de madera - ebanistería, bar social, aula de cultura, consultorio médico y farmacia, lindando con la vitivinícola D.O. Ribera del Duero. Además cuenta con un coto de caza de concesión municipal.

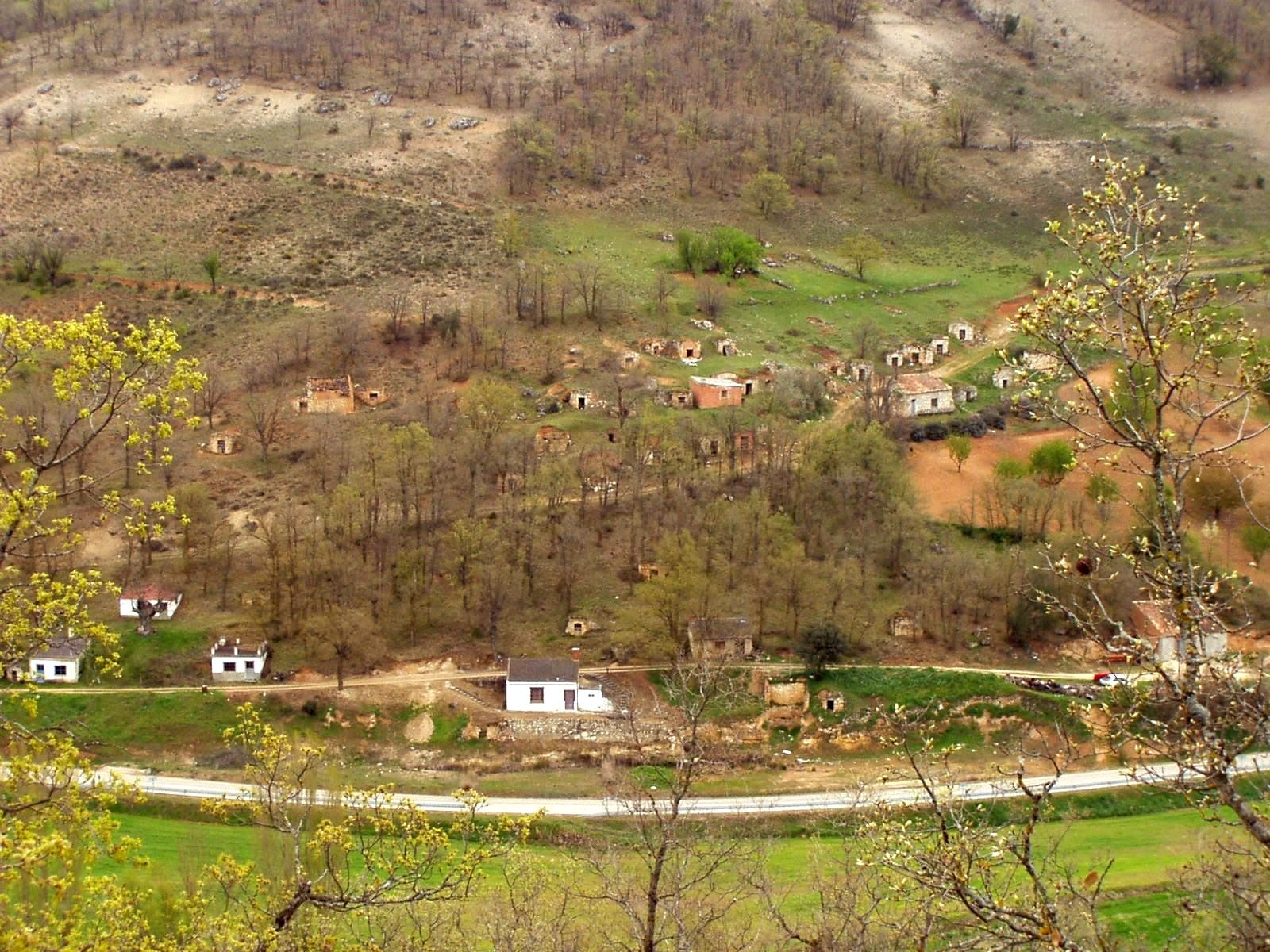
Vista de las bodegas de Corrales. 13/04/2003.

Tradicionalmente y como se observa en el "Diccionario geográfico y estadístico de España y Portugal" (1826 - 1829) de Sebastián Miñano y en el posterior "Diccionario geográfico - estadístico - histórico de España y sus posesiones de ultramar" (1845 - 1850) de Pascual Madoz, fue importante el cultivo de viñedo, hortícola y de frutales (nogueras, almendros, ciroleros y perales), la explotación del cáñamo para fibra, paño textil o pasta de papel, el cultivo cerealista, la explotación maderera, de pastos y de ganado, y la caza menor y la pesca de cangrejos. Antiguamente también se elaboraban anís y pacharán de forma artesanal.
Ayuntamiento de Corrales de Duero: calle de la Iglesia, 1. 47317. Teléfono (00 34) 983 87 05 14.
Corrales de Duero tiene ayuntamiento propio y se integra en la Mancomunidad de Municipios Campo de Peñafiel, que se dedica fundamentalmente a la recogida de residuos sólidos urbanos y que apoya al Grupo de Acción Local Duero - Esgueva con sede en Peñafiel, trabajando en favor de la creación de empresas y el desarrollo comarcal. Además participa en la Asociación para el Desarrollo Rural del Valle del Cuco junto con el resto de pueblos del valle.

## Monumentos y lugares de interés
Caminos y sendas de interés próximos al pueblo
- Camino de las bodegas. Desviándonos a la izquierda desde la carretera de Valdearcos, recorre la zona de las bodegas subterráneas y sube en suave pendiente hacia el páramo.
- Camino de Cuesta la Cal - senda del monte de San Llorente. Parte del parque del Prado y finaliza en la senda que se sumerge en el conocido como monte de San Llorente, ya en su término municipal.
- Camino de la Varga. Camino medieval o puede que anterior, sube en pendiente desde el camino de Honsequilla a la izquierda hasta perderse en el páramo en dirección a la Fuente de San Bartolomé.
- Camino de Honsequilla - senda del majuelo. En un desvío a la derecha del camino de Honsequilla, la senda se sumerge entre vegetación de ribera próxima al arroyo y conduce a una zona de majuelos tradicionales.
- Camino de la Horca o del pico de San Antonio. Partiendo de la ermita de San Antonio, sube en pendiente por la ladera del pico hasta el borde del páramo, ofreciendo unas magníficas vistas del pueblo y del valle.
- Camino del Arenal y de Valdemoral. Saliendo desde la Fuente de Arriba conduce hasta la Fuente de Valdemoral y su chozo inmediato, llevando al Arenal en un desvío a la derecha un poco antes de Valdemoral. En el recorrido nos encontramos dos desvíos previos hacia la derecha; el primero conduce a la Fuente de Valdemeso y el segundo a la Fuente de San Pedro.
- Senda del cementerio. Desde el camino de Hontanares nos desviamos por una frondosa senda a la derecha junto a la tapia del majestuoso cementerio, que lleva ladera arriba hasta el páramo.

Fuentes en el entorno urbano
- Fuente de Abajo. Agua natural.
- Fuente de Arriba. Agua natural.

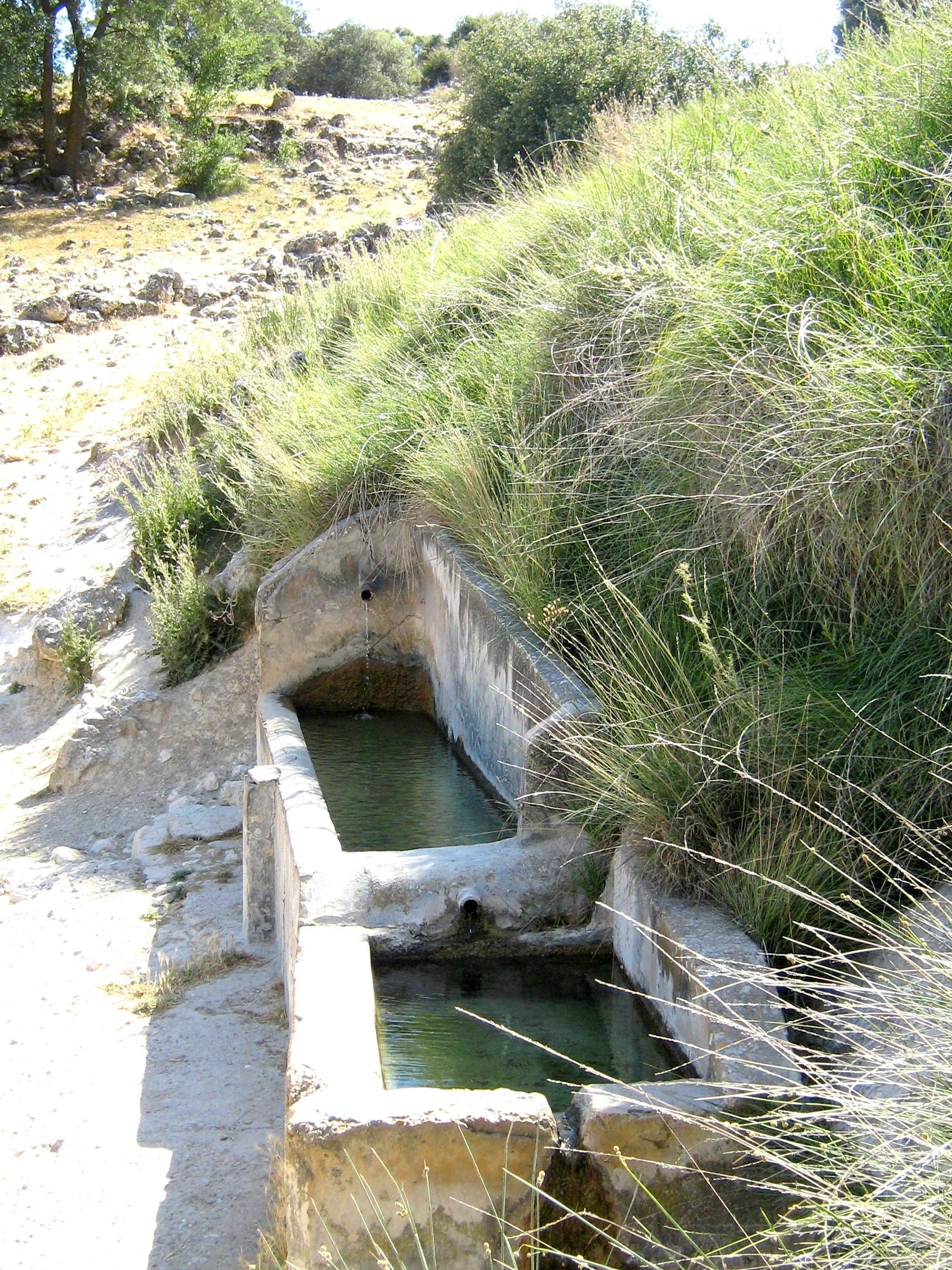
Fuente de Honsequilla. 16/07/2009.

Arquitectura popular. Casas porticadas.

- Fuente del Arrabal. Agua natural no potable y grifo de agua de red de abastecimiento.
- Fuente de la Plaza. Red de abastecimiento.
- Fuente de la Iglesia. Red de abastecimiento.
- Fuente del Prado. Red de abastecimiento.

Fuentes y manantiales en el término municipal (todas de agua natural, no tratada)
- Fuente - manantial de San Bartolomé.
- Fuente de Honsequilla. Agua no potable (cuidado con gran pilón de agua al otro lado del camino).
- Fuente de Valdemoral.
- Fuente de San Pedro.
- Cárcel o manantial de Las Huertas.
- Fuente de Valdemeso.
- Fuente de Hontanares.

La iglesia parroquial

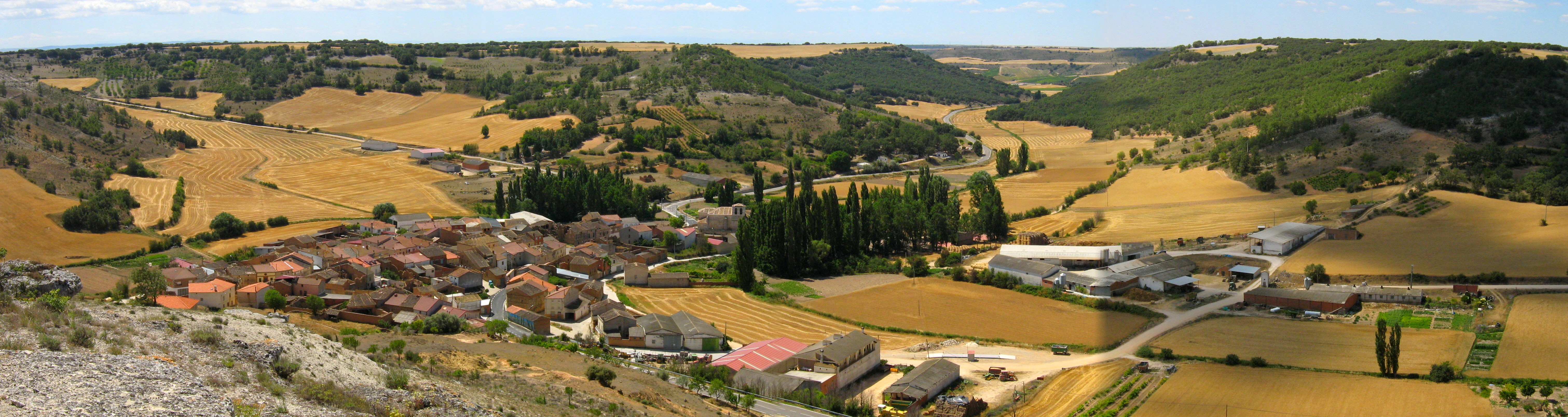
El pueblo y la carretera hacia Valdearcos de la Vega desde el pico de San Antonio. 17/07/2009.

La iglesia de Nuestra Señora de la Asunción es del siglo xii, de estilo románico tardío; a lo largo del tiempo se le fueron añadiendo ampliaciones y modificaciones, como el campanario mudéjar del siglo xvi que sustituyó a la espadaña románica original, o la bóveda de media naranja sobre el altar mayor, realizada en 1750. La portada se encuentra en el lado de la Epístola (fachada sur) y fue construida en 1613; sin embargo aún conserva las otras dos portadas del siglo xii: la principal (oeste), oculta en el interior de la iglesia por la construcción del campanario, y la portada del Evangelio, en la fachada norte. Entre otros elementos destacados, el templo posee en su interior una singular virgen románica, dos pinturas sobre tabla del siglo XVI, un retablo mayor barroco obra de Gregorio Portilla de 1750, y la pila bautismal y el púlpito, también barrocos. Tuvo un buen retablo al óleo sobre tabla del Maestro de Osma dedicado a San Miguel que en la actualidad se encuentra depositado en el Museo Diocesano y Catedralicio de Valladolid. En su retirada de la zona de 1812, las tropas napoleónicas se llevaron la cruz parroquial (de 1579) y la lámpara de la iglesia, ambas de plata y de gran valor. Y en su exterior aún puede apreciarse buena parte del pretil original y de un antiquísimo frontón de piedra que conforma el juego de pelota.
Patrimonio rural

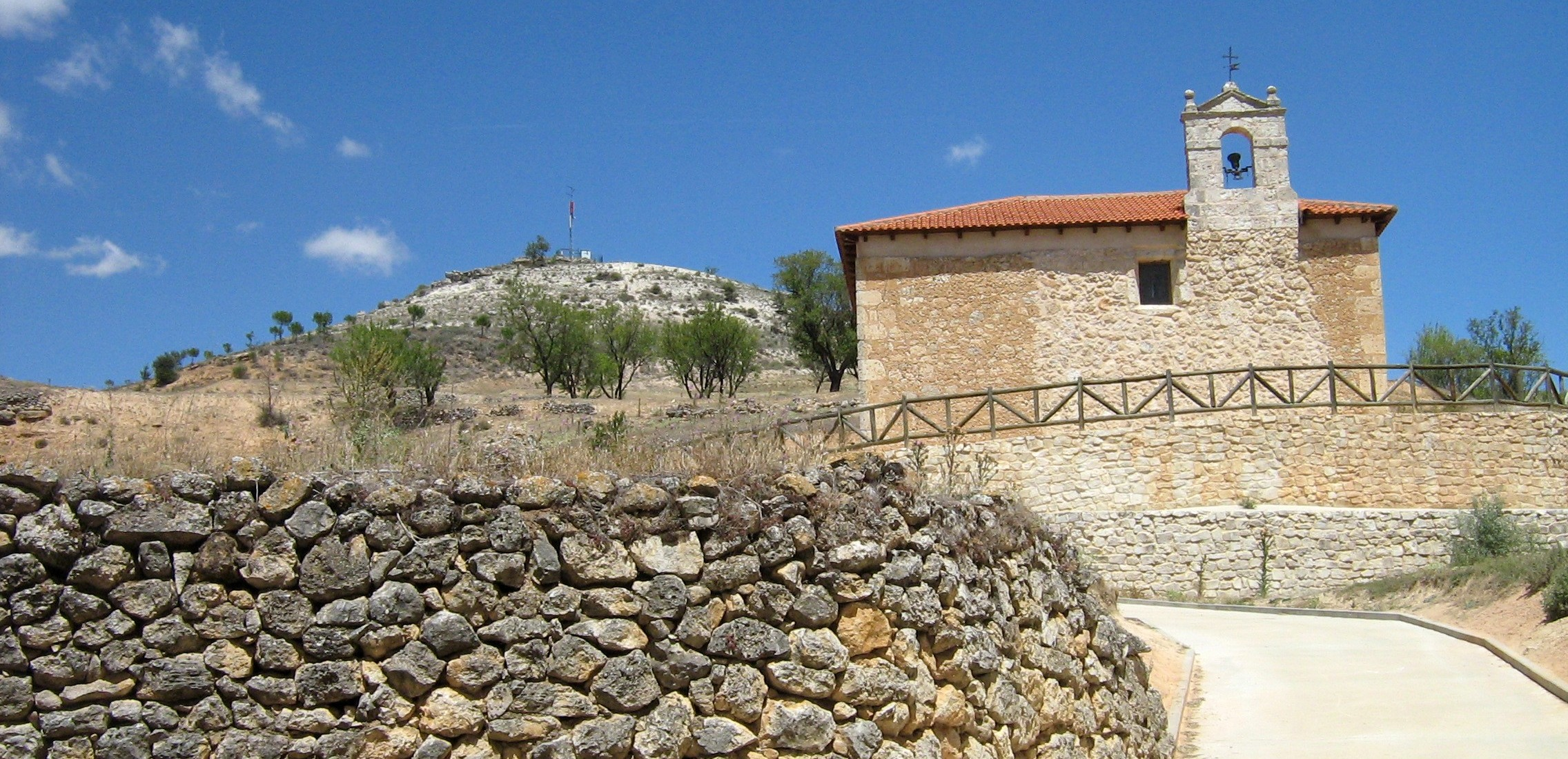
Ermita de San Antonio. 17/07/2009

En los alrededores del pueblo está restaurada una pequeña y ancestral ermita en honor a San Antonio, quizá medieval a la que se le añadió una espadaña en época posterior, y se observan el barrio de bodegas y lagares tradicionales, y dos palomares en diferente estado de conservación. Recorriendo su urbanismo de origen medieval encontramos una casa porticada y blasonada, que ya funcionaba como hospital - hospedería en el siglo XVI, así como diversas muestras de arquitectura tradicional (algunas de cuyas casas poseen bodega subterránea), el edificio de las antiguas escuelas y casa consistorial (siglo XVIII), los lavaderos al aire libre y una singular fuente de piedra coronada por un escultural escudo borbónico que podría representar al concejo de Corrales. Se sabe además que la localidad contó con mesón - posada para alojamiento de viajeros y al menos un lagar comunal conocido como “La Tercia” (siglo XVII y XVI o anterior, respectivamente, hoy en proceso de ruina avanzada e inicial), panaderías y hornos asadores tradicionales, y aún se conserva sin uso el salón de baile de Lupicio, reconocido en toda la zona desde los musicales años 50 y 60. Y en el término municipal sobreviven numerosos refugios de caza, colmenares, guardaviñas, chozos de pastor y restos de corrales (como los denominados “Corrales de Valdemeso”).
Patrimonio perdido
Se perdió la Casa del Cura, las otras dos o tres ermitas conocidas (San Pedro, Santa María Egipcíaca y San Blas), y el molino hidráulico (siglo XVII o posiblemente anterior) del que apenas quedan restos identificables y que debió ser muy importante en la actividad económica preindustrial del pueblo. Antiguamente existió un término denominado la Atalaya, que pudo hacer referencia a este tipo de construcción de alerta y defensa árabe en la línea fronteriza del Duero.

## Cultura

### Fiestas y celebraciones destacadas
Las fiestas patronales se celebran en honor a San Antonio de Padua, durante tres días el fin de semana más próximo al día 13 de junio, y son especialmente interesantes por sus Novenas a San Antonio, cantadas en misa y registradas en archivo sonoro por la Fundación Joaquín Díaz. Las fiestas incluyen fundamentalmente verbenas populares las noches del viernes y del sábado, misa, procesión, dulzainas y jotas de San Antonio el sábado por la tarde, y comida popular el domingo.
En Las Candelas y San Blas, 2 y 3 de febrero, también es fiesta local, de poca celebración en la actualidad, y no puede faltar la celebración de San Isidro Labrador, el día 15 de mayo, sacando al santo alrededor de la iglesia para bendecir los campos. Son conocidas las bolillas de repostería tradicional que se preparan en Carnavales. Actualmente la celebración de la matanza, los fines de semana culturales de mayo y la festividad de los jóvenes de julio se comparten en comunidad con el resto de pueblos del Valle del Cuco.

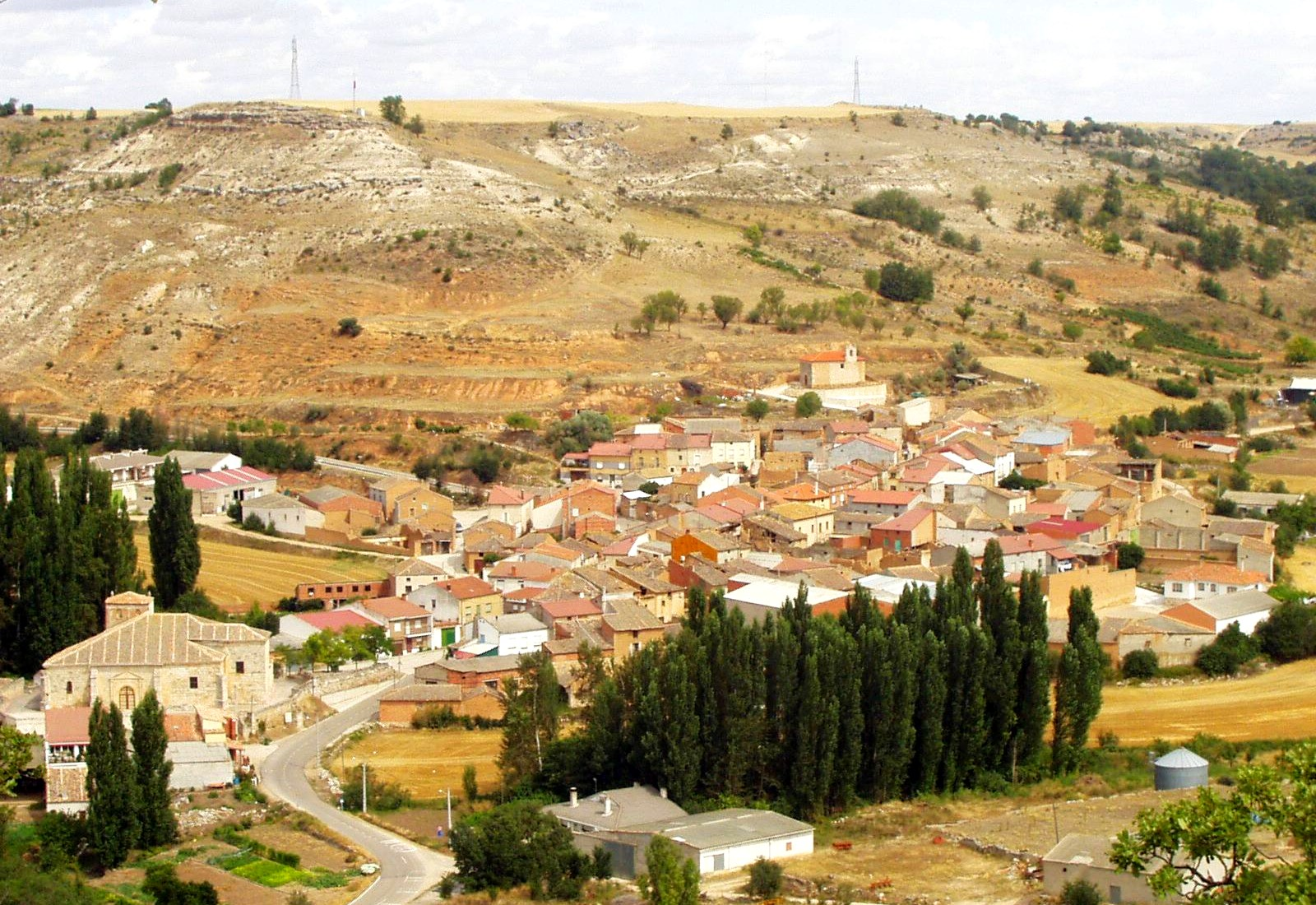
Corrales desde el término de Hontanares. 18/08/2006.